# Leanid Karneyenka
Leanid Leanidavich Karneyenka –en bielorruso, Леанід Леанідавіч Карніенка– (Klimavichy, URSS, 20 de agosto de 1987) es un deportista bielorruso que compitió en esquí de fondo. Ganó una medalla de plata en el Campeonato Mundial de Esquí Nórdico de 2007, en la prueba de 15 km.

## Palmarés internacional
| Campeonato Mundial | Campeonato Mundial | Campeonato Mundial | Campeonato Mundial |
| Año                | Lugar              | Medalla            | Prueba             |
| ------------------ | ------------------ | ------------------ | ------------------ |
| 2007               | Sapporo (Japón)    | Medalla de plata   | 15 km              |